# Ženský výrobní spolek
Ženský výrobní spolek český byl český ženský vzdělávací a dobročinný spolek působící v letech 1871–1972. Patřil k jedněm z prvních ženských spolků v Čechách v dobách Rakouska-Uherska.

## Historie

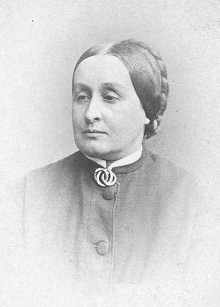
Spisovatelka Karolína Světlá, první předsedkyně Ženského výrobního spolku českého, se kterou Emílie Bártová úzce spolupracovala

Založen byl v Praze 13. února 1871 jako jeden z prvních českých ženských spolků a zároveň jako jeden z prvních českých spolků vůbec – teprve Říjnový diplom vydaný roku 1860 umožnil zakládat spolky, do té doby nebyla spolková činnost dovolena. Vytvořil jej okruh žen kolem spisovatelek a spolkových činovnic Karoliny Světlé, Věnceslavy Lužické a Elišky Krásnohorské. Vzniku předcházelo vydání „Provolání k matkám a dívkám českomoravským“ otištěného lednu 1871 v mnoha českých novinách, ve kterém autorky apelovaly na potřebu založit spolek, jehož cílem bude právě podpora dívčího průmyslového vzdělání. Velká většina zakladatelek byla členkami Amerického klubu dam, prvního českého ženského spolku vzniknuvšího z iniciativy mecenáše Vojty Náprstka, který se scházel v jeho domě „U Halánků“.
Stanovy spolku vytvořil pražský advokát Tomáš Černý, první valná hromada se uskutečnila 13. července 1871. Spolek si dal za cíl zaopatřit zejména vdovy, včetně těch válečných po prusko-rakouské válce roku 1866, a matky samoživitelky, které po ztrátě manžela nebyly schopny zajistit sobě, případně rodině, obživu a často tak upadaly do chudoby. Z gesce spolku byla tedy pro tyto ženy otevřena řemeslná a obchodní škola, při vzdělávání bylo pamatováno především na praktické uplatnění absolventek. Výuka nejprve probíhala v budově bývalé obecné školy u kostela Nejsvětější Trojice ve Spálené ulici. První předsedkyní spolu byla Karolína Světlá, po jejím odstoupení ze zdravotních důvodů roku 1879 pak tuto funkci po krátkém přechodném období převzala Emílie Bártová, která roku 1880 předsednictví převzala a vykonávala jej až do své smrti. Dále ve spolku na postu předsedkyně působili také Ladislava Čelakovská, Eliška Krásnohorská, Jindřiška Flajšhansová a další.

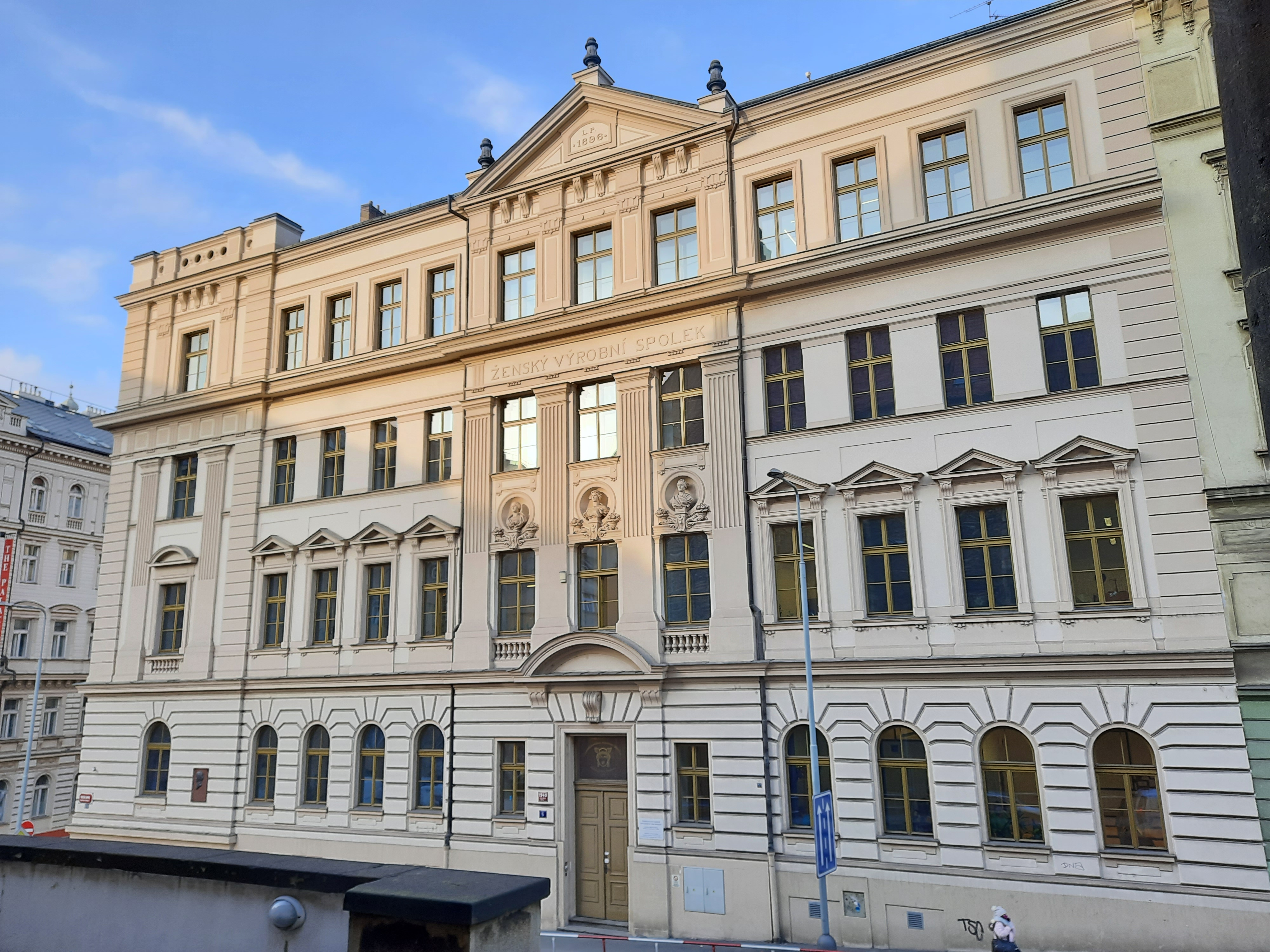
Nová nárožní budova Ženského výrobního spolku českého z roku 1896, Resslova 5, Praha

Dva roky po založení Ženského výrobního spolku začala skupina jeho členek vydávat měsíčník Ženské listy, jedno z prvních tištěných periodik zaměřených na ženy. Odpovědným redaktorem byl v letech 1873 až 1891 vydavatel František Urbánek, výkonnou redaktorkou Věnceslava Lužická, rada členek spolku se pak zapojovala do redakční práce. List zároveň přednostně informoval o aktivitách a stanoviscích spolku, zároveň byl až do svého zániku roku 1926 možná nejrozšířenějším tištěným médiem určeným ženám.
Činnost spolku byla částí, především mužské, společnosti kritizována jako zbytečná a směšná. Navzdory tomu se spolku podařilo etablovat v zavedenou vzdělávací instituci, která byla schopna vyškolit až několik stovek absolventek ročně. Ženský výrobní spolek nechal roku 1896 vystavět novou novorenesanční budovu školy v pražské Resslově ulici podle návrhu stavitele a architekta Josefa Blechy. Na fasádě školy jsou, vedle dalších osobností, které se o její vznik zasloužili, posmrtně vyobrazeny též Karolína Světlá a Emílie Bártová. Svou činností pronikl spolek okolo roku 1900 i do dalších měst a zakládal zde nové ústavy, např. v Českých Budějovicích.

### Po roce 1948
V letech 1948/49 až 1989 byla v Československu veřejná spolková činnost podřízena systému Národní fronty Čechů a Slováků pod vedením KSČ. Ženský výrobní spolek byl koncem 40. let 20. století administrativně přičleněn k Československému svazu žen, s nástupem normalizace pak roku 1972 zanikl úplně.